# The Affair
The Affair – dramat amerykański, serial telewizyjny wyprodukowany i emitowany od 12 października 2014 roku przez Showtime. Pierwotnie premierowy odcinek serialu miał być wyemitowany 5 października 2014 roku, ale ze względu na emisje dwóch odcinków serialu Homeland premiera serialu została przesunięta. Twórcami serialu są Sarah Treem oraz Chagaj Lewi. W Polsce serial jest dostępny w usłudze +Seriale od 1 listopada 2014 roku.

## Fabuła
Serial opowiada o romansie Noah, ojca czworga dzieci, i Alison, mężatki, która przeżywa śmierć dziecka. Ich związek zmieni życie małżeńskie obu par.

## Obsada
- Dominic West jako Noah Solloway[2]
- Ruth Wilson jako Alison Lockhart
- Maura Tierney jako Helen Solloway[3]
- Joshua Jackson jako Cole Lockhart[4]
- Julia Goldani Telles jako Whitney Solloway[5]
- Jake Siciliano jako Martin Solloway
- Jadon Sand jako Trevor Solloway
- Leya Catlett jako Stacey Solloway

## Role drugoplanowe
- Victor Williams jako detektyw Jeffries
- Colin Donnell jako Scotty Lockhart
- Danny Fischer jako Hal
- Michael Godere jako Caleb
- Nicolette Robinson jako Jane
- Joanna Gleason jako Qvonne[6]{sezon 2)
- Richard Schiff jako Jon Gottlief[7]{sezon 2)
- Brooke Lyons jako Eden[8]{sezon 2)
- Cynthia Nixon jako Marlin Sanders[9]{sezon 2)
- Guy Burnet jako Mikkie Cornwall[10]{sezon 3)
- Jonathan Cake jako Furkat, fotograf[11]{sezon 3)
- Brendan Fraser[11]{sezon 3)
- Jennifer Esposito[11]{sezon 3)
- Irène Jacob jako Juliette Le GAIL[12]{sezon 3)

## Odcinki
| Sezon | Sezon | Odcinki | Oryginalna emisja    | Oryginalna emisja | Oryginalna emisja    | Oryginalna emisja | Oryginalna emisja |
| Sezon | Sezon | Odcinki | Premiera sezonu      | Finał sezonu      | Premiera sezonu      | Finał sezonu      |                   |
| ----- | ----- | ------- | -------------------- | ----------------- | -------------------- | ----------------- | ----------------- |
|       | 1     | 10      | 12 października 2014 | 21 grudnia 2014   | 1 listopada 2014     | 10 stycznia 2015  |                   |
|       | 2     | 12      | 4 października 2015  | 20 grudnia 2015   | 25 października 2015 | 10 stycznia 2016  |                   |
|       | 3     | 10      | 20 listopada 2016    | 29 stycznia 2017  | 29 listopada 2016    | 7 lutego 2017     |                   |
|       | 4     | 10      | 17 czerwca 2018      | 19 sierpnia 2018  | 19 czerwca 2018      | 21 sierpnia 2018  |                   |
|       | 5     | 11      | 25 sierpnia 2019     | 3 listopada 2019  | 27 września 2019     | 6 grudnia 2019    |                   |

## Produkcja
8 lutego 2013 roku, stacja Showtime zamówiła pilot serialu. Podczas TCA Press Tour, 16 stycznia 2014 roku stacja Showtime oficjalnie potwierdziła zamówienie 10 odcinków serialu dramatycznego The Affair.

10 listopada 2014 roku, stacja Showtime zamówiła drugi sezon The Affair, który składał się z 12 odcinków. Trzeci sezon składał się z 10 odcinków. 11 stycznia 2017 roku, stacja Showtime ogłosiła oficjalnie przedłużenie serialu o czwarty sezon.
26 lipca 2018 roku, stacja Showtime ogłosiła przedłużenie serialu o piąty, finałowy sezon.